# Годишњица Николе Чупића
Годишњица Николе Чупића је научни часопис, претежно историјске и књижевноисторијске тематике који је издаван средствима Задужбине Николе Чупића.
Часопис је са повременим прекидима и нередовностима издаван између 1877. и 1941. године. Никола Чупић је био српски артиљеријски официр који је након што је сазнао да се разболео од тешке болести одлучио да већи део својих средстава уложи у основање задужбине која би помагала просветном, научном и културном развоју српског народа. Часопис је значајан пре свега јер су у њему сарађивали неки од најеминантнијих српских историчара, историчара књижевности, филолога и других научника. У овом чаоспису су између осталог објављивани радови Илариона Руварца и Љубомира Ковачевића који су имали кључан значај у развоју српске историографије, и радови историчара књижевности Павла и Богдана Поповића и Јована Скерлића.
Током 64 године постојања Чупићеве задужбине издато је укупно педесет бројева. Педесета књига из 1940. године издата је у облику споменице у којој је приказан живот Николе Чупића.